# 91-XX
Classificazione delle ricerche matematiche: sezioni di livello 1

00-XX 01 03 05 06 08 | 11 12 13 14 15 16 17 18 19 20 22 | 26 28 30 31 32 33 34 35 37 39 40 41 42 43 44 45 46 47 49 | 
 51 52 53 54 55 57 58 | 60 62 65 68 | 70 74 76 78 | 80 81 82 83 85 86 | 90 91 92 93 94 97-XX
91-XX è la sigla della sezione primaria dello schema di classificazione
MSC dedicata a teoria dei giochi, 
economia matematica e matematica nelle scienze sociali e comportamentali.
La pagina attuale presenta la struttura ad albero delle sue sottosezioni secondarie e terziarie.

## 91-XX
teoria dei giochi, scienze economiche, sociali e comportamentali
- 91-00 opere di riferimento generale (manuali, dizionari, bibliografie ecc.)
- 91-01 esposizione didattica (libri di testo, articoli tutoriali ecc.)
- 91-02 presentazione di ricerche (monografie, articoli di rassegna)
- 91-03 opere storiche {!va assegnato almeno un altro numero di classificazione della sezione 01-XX}
- 91-04 calcolo automatico esplicito e programmi (non teoria della computazione o della programmazione)
- 91-06 atti, conferenze, collezioni ecc.
- 91-08 metodi computazionali

## 91Axx
teoria dei giochi
- 91A05 giochi a 2 persone
- 91A06 giochi ad n persone, $n>2$
- 91A10 giochi non cooperativi
- 91A12 giochi cooperativi
- 91A13 giochi con infiniti giocatori
- 91A15 giochi stocastici
- 91A18 giochi in forma estensiva
- 91A20 giochi a molti stadi e giochi ripetuti
- 91A22 giochi evoluzionari
- 91A23 giochi differenziali [vedi anche 49N70]
- 91A24 giochi posizionali (di inseguimento ed evasione ecc.) [vedi anche 49N75]
- 91A25 giochi dinamici
- 91A26 condotta razionale, apprendimento
- 91A28 segnalazione, comunicazione
- 91A30 teoria dell'utilità applicata ai giochi [vedi anche 91B10]
- 91A35 teoria della decisione applicata ai giochi [vedi anche 62Cxx, 91B05, 90B50]
- 91A40 modelli di teoria dei giochi
- 91A43 giochi coinvolgenti grafi
- 91A44 giochi coinvolgenti la topologia o la teoria degli insiemi
- 91A46 giochi combinatorici
- 91A50 giochi con tempo discreto
- 91A55 giochi di timing?tempificazione
- 91A60 giochi probabilistici; azzardo
- 91A65 giochi gerarchici
- 91A70 spazi di giochi
- 91A80 applicazioni della teoria dei giochi
- 91A90 studi sperimentali
- 91A99 argomenti diversi dai precedenti, ma in questa sezione

## 91Bxx
economia matematica
{per l'econometria, vedi 62P20}
- 91B02 argomenti fondamentali (matematica di base, metodologia; argomenti applicabili all'economia in generale)
- 91B05 teoria delle decisioni [vedi anche 62Cxx, 90B50, 91A35]
- 91B06 preferenze individuali
- 91B07 preferenze di gruppo
- 91B08 scelte sociali
- 91B09 finanza, portafogli, investimenti
- 91B10 teoria dell'utilità
- 91B11 teoria della produzione, teoria dell'impresa
- 91B12 teoria dei prezzi e struttura del mercato
- 91B14 equilibrio: teoria generale
- 91B15 economia del welfare
- 91B16 teoria dell'utilità
- 91B17 modelli multisettoriali
- 91B18 accoppiamento di modelli??
- 91B19 modelli statistici; indici e misure economiche
- 91B20 analisi delle serie temporali economiche [vedi anche 62M10]
- 91B21 modelli stocastici
- 91B25 modelli di valutazione degli assets
- 91B27 beni pubblici
- 91B28 teoria delle votazioni
- 91B30 economia ambientale (modelli delle risorse naturali, raccolto, inquinamento ecc.)
- 91B35 economia informazionale
- 91B40 comportamento del consumatore, teoria della domanda
- 91B46 teoria del rischio, assicurazione
- 91B50 mercato del lavoro?mano d'opera, contratti
- 91B51 teoria generale dell'equilibrio stocastico dinamico
- 91B53 tipi speciali di economie
- 91B55 dinamica economica
- 91B56 tipi speciali di equilibrii
- 91B58 modelli di sistemi del mondo reale; modelli macro-economici generali ecc.
- 91B60 modelli di mercato (licitazioni, contrattazione, offerte, vendite ecc.)
- 91B69 modelli di agenti eterogenei
- 91B70 definizione di una politica macro-economica, tassazione
- 91B80 applicazioni della meccanica statistica e della meccanica quantistica all'economia (econofisica)
- 91B99 argomenti diversi dai precedenti, ma in questa sezione

## 91Cxx
scienze sociali e comportamentali: metodologia
{per la statistica, vedi 62-XX}
- 91C05 teoria della misurazione
- 91C15 scaling mono-dimensionale e scaling multidimensionale
- 91C20 clustering?ripartizione in grappoli [vedi anche 62H30]
- 91C99 argomenti diversi dai precedenti, ma in questa sezione

## 91Dxx
sociologia matematica (inclusa l'antropologia)
- 91D10 modelli di società, evoluzione sociale ed evoluzione urbana
- 91D20 geografia matematica e demografia
- 91D25 modelli spaziali [vedi anche 91B25]
- 91D30 reti sociali
- 91D35 sistemi di forza lavoro [vedi anche 91B50, 90B70]
- 91D99 argomenti diversi dai precedenti, ma in questa sezione

## 91Exx
psicologia matematica
- 91E10 psicologia cognitiva
- 91E30 psicofisica e psicofisiologia; percezione
- 91E40 memoria ed apprendimento [vedi anche 68T05]
- 91E45 misurazione e prestazioni
- 91E99 argomenti diversi dai precedenti, ma in questa sezione

## 91Fxx
altre scienze sociali e comportamentali (trattazione matematica)
- 91F10 storia, scienze politiche
- 91F20 linguistica [vedi anche 03B65, 68T50]
- 91F99 argomenti diversi dai precedenti, ma in questa sezione

## 91Gxx
finanza matematica
- 91G10 teoria del portafoglio
- 91G20 strumenti derivati
- 91G30 tassi di interesse (modelli stocastici)
- 91G40 rischio del credito
- 91G50 finanza di corporazioni
- 91G60 metodi numerici (inclusi i metodi Monte Carlo)
- 91G70 metodi statistici, econometria
- 91G80 applicazioni finanziarie di altre teoria (controllo stocastico, calcolo delle variazioni, equazioni alle derivate parziali, equazioni alle derivate parziali stocastiche (SPDE), sistemi dinamici)
- 91G99 argomenti diversi dai precedenti, ma in questa sezione